# Browning Auto-5
Il Browning Automatic-5, più comunemente abbreviato in Auto-5 o anche A-5, è un fucile a canna liscia semiautomatico azionato a lungo rinculo progettato da John Browning. Fu il primo fucile a canna liscia semiautomatico di successo, a tal punto da rimanere in produzione fino al 1998. Il nome sta ad indicare che si tratta di un fucile semiautomatico con capacità di 5 colpi (1 in canna più 4 nel caricatore). La Remington Arms commercializzò con successo la variante denominata Remington Model 11.

## Storia

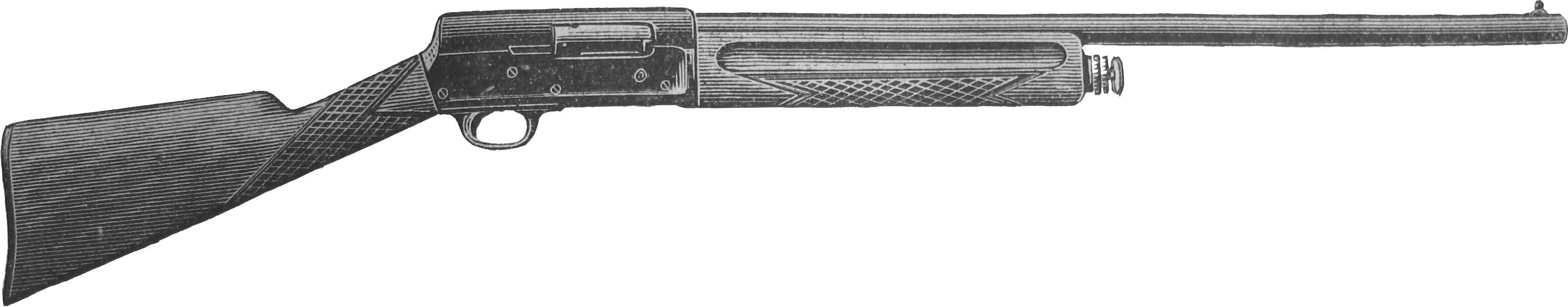
L'immagine dell'Auto-5 così come appariva nel catalogo del 1909

Il Browning Auto-5 fu il primo fucile a canna liscia semiautomatico ad essere prodotto in massa. Progettata da John Browning in persona nel 1898 e brevettata nel 1900, l'arma rimase in produzione senza interruzioni per quasi 100 anni, fino al 1998. La caratteristica forma, con il castello molto in alto rispetto al calcio, valse all'arma il nomignolo Humpback, ovvero 'gobbo': l'azione dell'arma è infatti perfettamente in linea con la canna, e questa forma rende l'arma ben riconoscibile anche a distanza. Gli Auto-5 furono prodotti in almeno tre calibri: la maggior parte in calibro .12 e .20, ma esisteva anche una variante in calibro .16 (non prodotta però tra il 1976 e il 1987). L'arma fu utilizzata nella prima guerra mondiale, nella Seconda, in Corea e perfino in Vietnam. Il musicista Kurt Cobain usò un Remington M1911 per suicidarsi.

### Produzione
John Browning presentò il suo progetto (da lui stesso definito il suo più grande risultato) alla Winchester, cui aveva già venduto molti suoi precedenti lavori. Al rifiuto delle sue condizioni, Browning si rivolse alla Remington, solo per trovarsi presente alla morte del proprietario per un attacco cardiaco. La cosa obbligò Browning a cercare produttori interessati oltreoceano. I primi ad accettare il lavoro, nel 1902, furono i belgi della FN di Herstal (che già produceva diverse pistole progettate da Browning). Solo in seguito la licenza verrà concessa alla Remington, che produrrà l'arma sotto la designazione Model 11 (primo fucile a canna liscia semiautomatico ad essere mai prodotto sul suolo americano) dal 1905 al 1947. Anche la Savage Arms ottenne la licenza e produsse l'arma con le due denominazioni 720 (dal 1930 al 1949) e 745 (dal 1941 al 1949, con castello in alluminio e caricatore limitato). Il sistema a lungo rinculo brevettato da Browning sarà poi la base per il funzionamento di molte altre armi tra cui il Remington Model 11-48, i due Savage M755 e M775 e il Franchi AL-48.
La produzione dell'Auto-5 continuò in Belgio fino allo scoppio della seconda guerra mondiale, quando Browning spostò la produzione negli Stati Uniti. La produzione fu delegata alla Remington (a fianco del Model 11) fino a che il Belgio non fu in grado di riprendere i lavori dopo il conflitto. A differenza del Model 11 della Remington, gli altri fucili (sempre prodotti dalla Remington ma per conto di altri) presentavano un riduttore di capacità per il caricatore. La produzione di Model 11 ammontava a circa 850.000 esemplari nel 1947 quando venne interrotta la produzione dell'arma. Nel 1952, la FN riaprì i battenti e riprese la produzione degli Auto-5. Tuttavia, una buona fetta della produzione venne affidata alla compagnia giapponese Miroku nel 1975. Alla fine, nel 1998, la produzione venne interrotta, fatta eccezione per alcuni modelli commemorativi realizzati dalla FN nel 1999.
I dati del 1983 pongono l'Auto-5 al secondo posto nella classifica dei fucili più venduti di sempre negli Stati Uniti, surclassato solamente dal Remington 1100.

## Dettagli

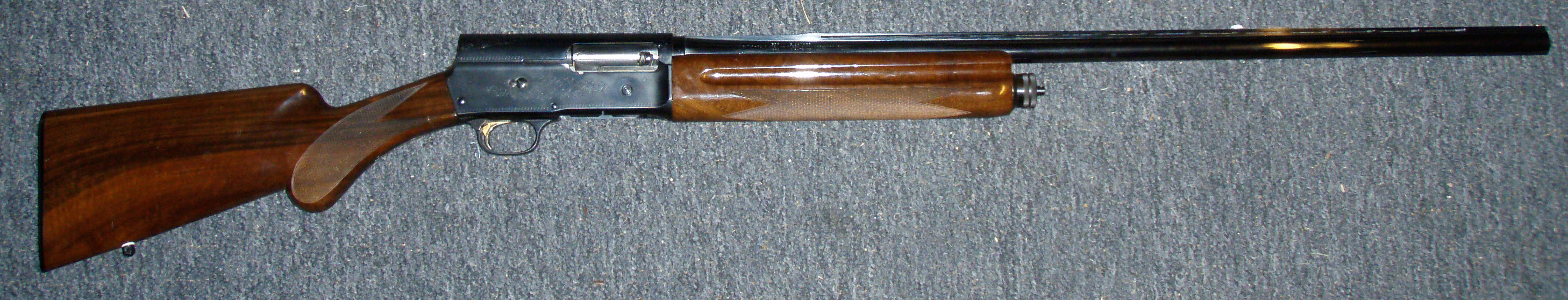
Browning Auto-5 in 20-gauge magnum (made in Japan).

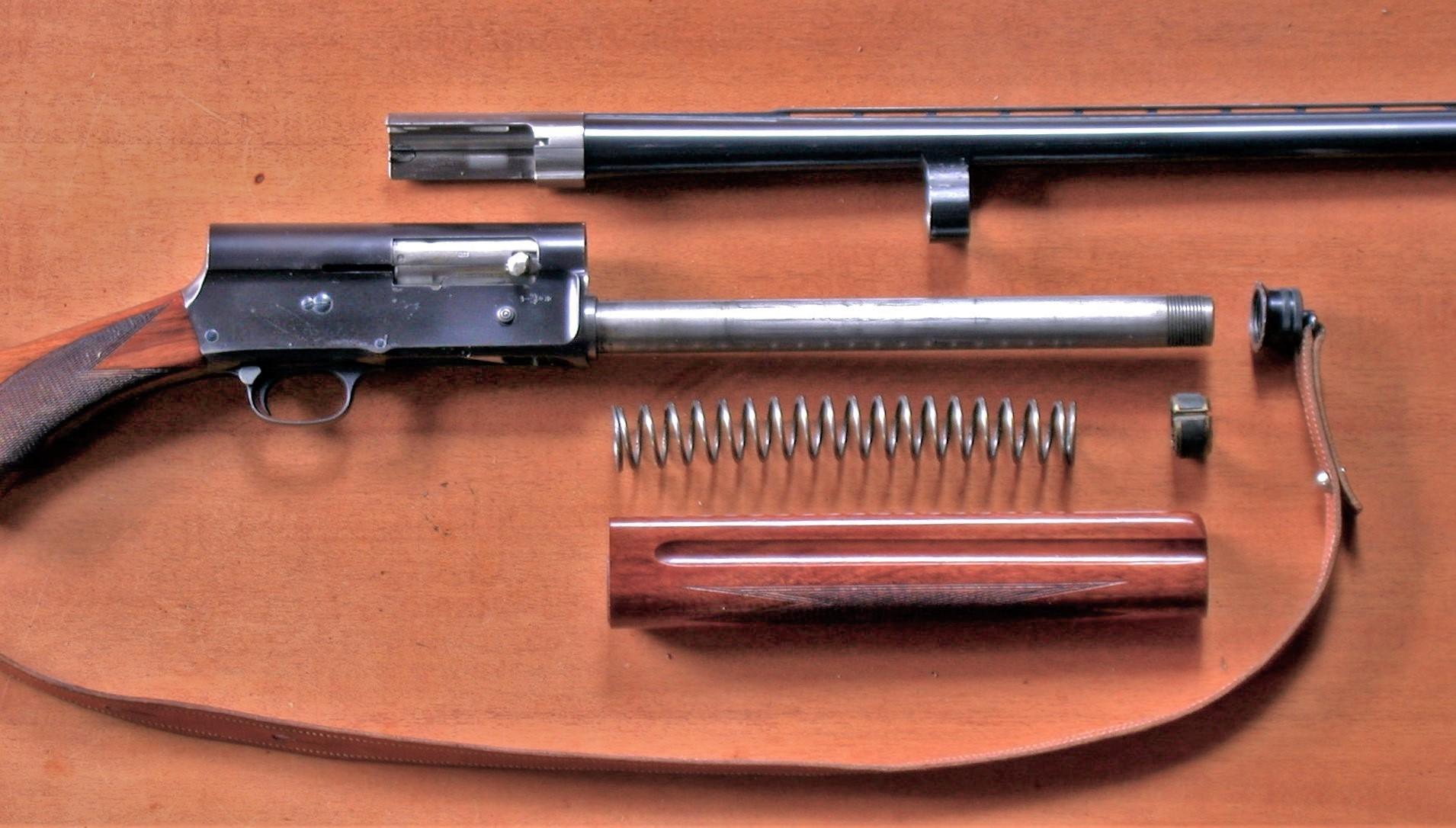
Un Auto-5 smontato

Il Browning Auto-5 è un fucile operato a lungo rinculo. I colpi sono inseriti in un caricatore tubolare posto sotto la canna. Quando un colpo viene sparato la canna e l'otturatore arretrano assieme per un certo tratto (di lunghezza superiore a quella del bossolo) e riarmano il cane. Mentre la canna torna in posizione l'otturatore rimane arretrato e quindi il bossolo viene espulso da una finestra sul lato superiore del castello. L'arrivo della canna nella sua posizione definitiva svincola l'otturatore dal castello e ne permette il ritorno in chiusura, camerando un altro colpo e preparando il fucile al fuoco. Questo sistema fu il primo in assoluto a corsa lunga brevettato da Browning nel 1900.
Per caricare l'arma i colpi vengono inseriti nel lato inferiore del fucile all'interno del caricatore sottocanna. La maggior parte degli Auto-5 presenta un limitatore di capacità nei caricatori a 2 colpi (più uno in canna) per rispettare le leggi dei vari stati americani. Rimuovendo il limitatore si hanno cinque colpi (4+1). Ad otturatore aperto, il primo colpo inserito dal basso finirà sempre e comunque in canna poi, dopo aver chiuso l'otturatore tramite un pulsante sulla parte inferiore dell'arma, gli altri direttamente nel caricatore.
Gli Auto-5 presentano un sistema di anelli a frizione per ritardare l'arretramento della canna, così da smorzare il violento rinculo e garantire una maggiore durabilità dell'arma. Il posizionamento corretto degli anelli varia a seconda del tipo di munizione che si desidera utilizzare e per i caricamenti più comuni le configurazioni sono esposte nel manuale.

## Utilizzatori
- Impero Britannico[1]
- Filippine[9]
- Rhodesia[10]
- Stati Uniti
- Italia